# Песчанка (приток Кии)
Песчанка — река в Кемеровской области России, левый приток Кии. Устье находится в 113 км от устья по левому берегу Кии. Протяжённость реки 66 км.

## Данные водного реестра
По данным государственного водного реестра России относится к Верхнеобскому бассейновому округу, водохозяйственный участок реки — Чулым от Ачинска до водомерного поста в селе Зырянском, речной подбассейн реки — Чулым. Речной бассейн реки — (Верхняя) Обь до впадения Иртыша.
Код водного объекта — 13010400212115200019221.